# Пустынная каменка
Пустынная ка́менка (лат. Oenanthe deserti) — вид птиц семейства мухоловковых.

## Описание
Птица достигает длины 14-16 см. Крылья серо-чёрные. Хвост почти совсем чёрный, гузка белая. У самца в брачном наряде чёрное горло, в то время как у самки оно бледно-коричневое. 

## Распространение
Пустынная каменка распространена на севере Африки, Ближнем Востоке и в Центральной Азии. Она предпочитает низкие, открытые и сухие площади пустынь и полупустынь. Гнёзда птицы вьют в расщелинах скал или в земляных ямках. В Центральную Европу эта птица залетает ошибочно и редко.

## Размножение
В кладке от 4 до 6 бледно-голубоватых яиц, высиживает которые самка.